# Steinbach (Mangfall)
Der Steinbach ist ein linker Zufluss der Mangfall  in Oberbayern.
Der Steinbach entspringt an den Südhängen des Taubenberges bei Oberwarngau in Oberbayern.
Der Oberlauf in der Nähe von Bergham wird je nach Kartenmaterial auch als Steingraben bezeichnet. Der Bach fließt zunächst am südlichen Hangfuß des Taubenbergs für einige Kilometer nach Osten und vereinigt sich mit dem Sulzgraben. Im weiteren Verlauf macht der Steinbach beim Weiler Kilian einen Knick nach Norden, vereinigt sich mit dem Farnbach und mündet dann in die Mangfall.
Das Tal des Steinbachs ist eine breite Hangfußmulde mit Niedermoorcharakter. Es steht als Teil des FFH-Gebietes Taubenberg unter Naturschutz. Dafür ausschlaggebend ist vor allem das Fadenseggen-Bergkiefernmoor.